# Przecinek
Przecinek – jeden z najczęściej używanych znaków interpunkcyjnych. Jego nazwa pochodzi od tego, że „przecina” on zdanie, czyli je rozdziela.

## Przecinek w języku polskim

### Przecinek stawiamy
- Przecinek stawiamy w zdaniach złożonych podrzędnie, czyli między zdaniem nadrzędnym i podrzędnym, w których jest spójnik.

Jestem ciekawa, co dzisiaj się wydarzy.
Na geografii dowiedziałam się, że stolicą Portugalii jest Lizbona.
Zobaczymy, czy wygra dzisiaj mistrz tej dyscypliny.
Muszę pójść na basen, bo już rok nie pływałam.
Słowacki w okresie mistycznym wyznawał, że pisze tylko to, co mu aniołowie dyktują. (Jan Parandowski)
- Przecinek stawiamy przed zdaniem nadrzędnym, a po zdaniu podrzędnym, kiedy część podrzędna ze spójnikiem albo zaimkiem rozpoczyna zdanie złożone.

Kto pierwszy znajdzie mój szalik, dostanie nagrodę.
Jak Kuba Bogu, tak Bóg Kubie.
Gdzie dwóch się bije, tam trzeci korzysta.
Gdyby kózka nie skakała, toby nóżki nie złamała.
- Stawiamy przecinek pomiędzy połączonymi bezpośrednio równorzędnymi wyrazami zdania pojedynczego.

W domu było pięć pokoi, kuchnia, jadalnia, dwie łazienki, garderoba.
Moja mama jest mądra, dobra, wyrozumiała.
Położyła kucharka na stole: kartofle, buraki, marchewkę, fasolę, kapustę, pietruszkę, selery i groch. (Julian Tuwim, Warzywa)
- Przecinek stawiamy pomiędzy zdaniami współrzędnymi połączonymi bezspójnikowo.

Szybowiec ruszył, nabrał pędu, gładko oddzielił się od ziemi, stromo wspiął się wzwyż. (J. Meissner)
- Rozdzielamy przecinkami zdania współrzędne połączone następującymi spójnikami:

a) przeciwstawnymi: a, ale, i (gdy powtarza się w zdaniu), lecz, jednak, jednakże, zaś, wszakże, owszem, natomiast, tylko, tylko że, dlatego że, mimo że, chyba że, jedynie, przecież, raczej, tymczasem, za to, ponieważ, na przykład:
Była i ładna, i mądra.
Mój brat jest naukowcem, a ja zajmuję się sportem.
Mieliśmy pójść na spacer, lecz zaczął padać deszcz.
W klasie o profilu biologiczno-chemicznym biologia jest trzy razy w tygodniu, natomiast w klasie o profilu ogólnym dwa razy w tygodniu.
Uwaga: w połączeniach dwóch spójników jak „dlatego że”, „chyba że”, „mimo że” nie stawiamy przecinka przed „że”, lecz przed całym wyrażeniem, na przykład:
Zrobił to, mimo że był chory.
Nie zrobię tego, chyba że mi pomożesz.
b) wynikowymi: więc, dlatego, toteż, to, zatem, wobec tego, skutkiem tego, wskutek tego, na przykład:
Kochał ją, więc postanowił się z nią ożenić.
Nie odzywasz się, wobec tego ja też nie będę się odzywać.
c) synonimicznymi (wyjaśniającymi): czyli, to jest, to znaczy, innymi słowy, na przykład:
Rzeczowniki w języku polskim mają deklinację, czyli odmieniają się przez przypadki.
Niedługo będzie rok przestępny, to znaczy, że będzie miał 366 dni.
- Stawiamy przecinek przed wyrazami i wyrażeniami powtarzanymi.

Ania jest bardzo, bardzo mądra.
Zjadłabym dużo, dużo słodyczy.
- Przecinkiem oddzielamy w zdaniu wyrazy i wyrażenia występujące w wołaczu.

Dorotko, sprzątnij książki ze stołu.
Podejdź do mnie, Adasiu.
- Przecinkiem oddzielamy w zdaniu różne wtrącenia.

Dziś wiele dzieci, na przykład Darek, Mariusz i Magda, dostało piątki z języka polskiego.
Odwiedzamy go często, przynajmniej dwa razy w tygodniu.
Następnie, będąc jeszcze w zamroczeniu, wstał z ziemi.
- Oddzielamy przecinkiem wyrazy zakończone na -ąc, -wszy, -łszy (imiesłowy przysłówkowe) wraz z określeniami.

Spacerował z psem, pogwizdując.
Kobieta się zarumieniła, słysząc te słowa.
Wróciwszy z wycieczki, pobiegł szybko do kolegi.
Mama, przygotowując nam obiad, cicho tłumaczyła coś tacie.
- Dwoma przecinkami oddzielamy wypowiedzenia wtrącone w zdaniach złożonych. Są nimi najczęściej: sądzę, myślę, przypuszczam, wiadomo, zdaje się, być może, jak widać.

Za rok, być może, wyjadę do Australii.
Jestem chory, zdaje się, na anginę.
- Dwoma przecinkami oddzielamy zdanie podrzędne, które jest wplecione w część nadrzędną.

Wszystko, co dotychczas zrobiłem, przyszło mi z dużą trudnością.
Krowa, która dużo ryczy, mało mleka daje.
- Przecinek stawia się po wyrazach wyrażających okrzyk: ach, hej, halo, o, ho, oj.

Halo, kto mówi?
Oj, jak mnie boli noga.
Ej, ty!

### Przecinkaniestawiamy
- Zasadniczo nie stawiamy przecinka przed następującymi spójnikami: albo, ani, bądź, czy, i, lub, niż, oraz, tudzież. W tej formie łatwiej zapamiętać:

„Czy lub bądź
ani niż
tudzież oraz
albo i”
Siedzę w domu i piszę wypracowanie.
Pojadę w góry na kolonie lub wybiorę się z rodzicami nad morze.
Nie chcę być górnikiem ani marynarzem.
Uwaga 1! W sytuacji, gdy taki spójnik następuje po wypowiedzeniu wtrąconym (o czym mowa wyżej) albo po wplecionym zdaniu podrzędnym (o czym mowa wyżej), to taka wstawka zgodnie z normalną zasadą jest oddzielona od reszty zdania dwoma przecinkami, a przecinek zamykający wstawkę stoi wtedy przed spójnikiem.
Uwaga 2! Jeżeli jednak takie spójniki się powtarzają, stawiamy przecinek przed drugim i ewentualnie przed następnym członem zdania, który zaczyna się od tego spójnika.
Albo zrobisz to dziś, albo nie rób tego wcale.
Nie było go ani w kuchni, ani w jadalni.
- Nie stawiamy przecinka przed porównaniami, które są wprowadzane przez wyrazy: jak, jakby, niż, niby i tym podobne.

Jesteś piękna niczym poranek majowy.
Nie ma jak w domu.
Jest zdrowa jak ryba.
Uwaga! Stawiamy przecinek przed wyrazami: jak, jakby, niż, niby i tym podobne w zdaniach złożonych porównawczych.
Zróbcie to ćwiczenie tak, jak umiecie.
Łatwiej to napisać, niż powiedzieć.

## Przecinek w matematyce
Według przyjętej w Polsce i innych krajach kontynentalnej Europy konwencji nazewnictwa i zapisu liczb, przecinka używa się jako separatora dziesiętnego do oddzielania liczby całkowitej od części ułamkowej w ułamkach dziesiętnych, kropka natomiast używana bywa do rozdzielania grup trzycyfrowych. Na przykład:
- 1.000.000.000 = 1 000 000 000 = miliard,
- 12.345,67 = 12 345,67 = dwanaście tysięcy trzysta czterdzieści pięć i sześćdziesiąt siedem setnych.

W krajach anglosaskich zapis jest odwrotny – kropka jest używana jako separator dziesiętny, a grupy trzycyfrowe oddziela się przecinkami (np. liczba zapisywana w Polsce jako 12 345,67 lub 12.345,67, jest tam zapisywana jako 12,345.67).

## Przecinek w informatyce
W informatyce przecinek stosuje się w szczególności w programowaniu jako:
- separator specyfikacji argumentów i parametrów, np. C#, C, C++, Pascal, PL/I
- separator listy w literałach złożonych, na przykład tablicowych i zbiorowych
- separator w deklaracjach
- separator formatujący literał liczbowy, w szczególności grupujący po trzy cyfry, na przykład Excel.

W Unikodzie występuje w wersji:
| Znak | Unicode | Kod HTML         | Nazwa unikodowa | Nazwa polska |
| ---- | ------- | ---------------- | --------------- | ------------ |
| ,    | U+002C  | &#x2C; lub &#44; | COMMA           | przecinek    |

## Podobny graficznie znak
Graficznie bardzo zbliżonym znakiem do przecinka jest znak pojedynczy otwierający cudzysłów. Obecny jest w standardzie Unicode na pozycji U+201A (8218 dziesiętnie).
| Znak | Unicode | Kod HTML                         | Nazwa unikodowa             | Nazwa polska                               |
| ---- | ------- | -------------------------------- | --------------------------- | ------------------------------------------ |
| ,    | U+201A  | &sbquo; lub &#x201A; lub &#8218; | SINGLE LOW-9 QUOTATION MARK | otwarcie polskiego cudzysłowu pojedynczego |